# Bas-Saint-Laurent
Bas-Saint-Laurent (z fr. Dolny Święty Wawrzyniec) – region administracyjny w prowincji Quebec w Kanadzie, u ujścia Rzeki Św. Wawrzyńca do Zatoki Św. Wawrzyńca. Stolicą regionu jest miasto Rimouski. Bas-Saint-Laurent podzielone jest na 8 regionalnych gmin hrabstwa oraz 133 gminy.
Bas-Saint-Laurent ma 199 977 mieszkańców. Język francuski jest językiem ojczystym dla 99,1%, angielski dla 0,5% mieszkańców (2011).
Regionalne gminy hrabstwa (MRC):
- Kamouraska
- La Matapédia
- La Mitis
- Les Basques
- Matane
- Rimouski-Neigette
- Rivière-du-Loup
- Témiscouata

Dwie gminy autochtoniczne znajdują się poza MRC:
- rezerwat indiański Cacouna
- rezerwat indiański Whitworth